# 김태연 (2011년)
김태연(2011년 4월 14일 ~ )은 대한민국의 배우이다.

## 출연

### 방송

#### 드라마
- 2017년 tvN 《화유기》
- 2018년 KBS 2TV 《슈츠》
- 2018년 tvN 《식샤를 합시다 3》 - 어린 이서연 역 (이주우 아역)
- 2019년 tvN 《아스달 연대기》
- 2019년 KBS 2TV 《너의 노래를 들려줘》 - 어린 홍이영 역 (김세정 아역)
- 2019년 TV조선 《간택 - 여인들의 전쟁》
- 2019년 tvN 《사랑의 불시착》 - 어린 윤세리 역 (손예진 아역)
- 2020년 JTBC 《더 로맨스》 - 어린 유효민 역 (한보름 아역)
- 2020년 JTBC 《JTBC 드라마페스타 - 안녕 드라큘라》 - 어린 지안나 역 (서현 아역)
- 2020년 OCN 《미씽: 그들이 있었다》
- 2020년 채널A 《거짓말의 거짓말》 - 혜영 역
- 2020년 KBS 2TV 《도도솔솔라라솔》 - 어린 진하영 역 (신은수 아역)
- 2020년 TV조선 《복수해라》
- 2021년 tvN 《하이클래스》 - 유빈 역
- 2021년 KBS 1TV 《국가대표 와이프》 - 강리안 역
- 2022년 SBS 《어게인 마이 라이프》 - 어린 한지현 역 (차주영 아역)
- 2022년 KBS 2TV 《법대로 사랑하라》 - 윤수아 역 (특별 출연)
- 2022년 KBS 2TV 《태풍의 신부》 - 어린 강바다 역 (오승아 아역)
- 2023년 MBC 《하늘의 인연》 - 어린 강세나(윤세나) 역 (정우연 아역)
- 2023년 MBC 《오늘도 사랑스럽개》 - 어린 한유나 역 (류아벨 아역)
- 2023년 MBC 《열녀박씨 계약결혼뎐》 - 어린 천명 역 (이영진 아역)
- 2023년 넷플릭스 《경성크리처》 - 어린 윤채옥 역 (한소희 아역)
- 2025년 넷플릭스 《폭싹 속았수다》 - 어린 오애순 역 (아이유 아역)

## 수상 및 후보
| 연도 | 시상식              | 부문                      | 작품          | 결과 |
| ---- | ------------------- | ------------------------- | ------------- | ---- |
| 2025 | 제61회 백상예술대상 | 방송 부문 여자 신인연기상 | 폭싹 속았수다 | 후보 |